# القلم السحري (مجلة)
مجلة القلم السحري هي مجلة مصرية تصدر سنوياً عن لجنة السيدات المشرفات التابعة لجمعية الرعاية المتكاملة بالتعاون مع صندوق التنمية الثقافية. صدر العدد الأول منها عام 1996م، قطعها: 20×28 سم مطبوع على ورق مصقول.
تخلو المجلة من مقدمة، وتعتمد على مساهمات رواد مكتبات الجيزة من الأطفال، وتتضمن الأعداد حوارات صحفية مع بعض الأسماء البارزة في الجمعية، أو كتابات بأقلام أمينات المكتبات أو متابعات للندوات التي تعقد في مكتبات الجمعية. تخلو المجلة من المسابقات لكنها تعتمد على مساهمات القراء بشكل رئيس، هناك تسالٍ من إعداد نادية قاسم مرسي بمكتبة 6 أكتوبر.
المجلة تُوزَّع مجاناً ولا تُباع، وهي خالية من الإعلانات، صدر حتى سنة 2003م ثمانية أعداد، وتحتوي أغلفتها على إشارة إلى مواد العدد.

## الملاحق
للمجلة ملحق باسم «معرض القلم السحري» موجود داخل المجلة بقطع 15×20 سم، تنشر فيه رسوم الأطفال من المكتبات المختلفة ومن أعمار متقاربة، كما أن الغلاف الأخير من المجلة عبارة عن ملحق لمعرض القلم السحري، حيث تُنشر المزيد من لوحات الأطفال.

## الأبواب
- أنشطة المكتبات
- عالم الرياضة
- مواهب القلم السحرية
- افتح يا سمسم
- الدين المعاملة

## فريق العمل
- مستشار التحرير: يعقوب الشاروني
- المستشار الفني: عادل البطراوي